# Starrenburgerpoldermolen
De Starrenburgerpoldermolen was een wipmolen en stond langs de Vliet in de Starrenburgerpolder te Voorschoten.
De molen werd in 1707 gebouwd ter vervanging van de afgebrande voorganger, en werd in 1931 vervangen door een elektrisch vijzelgemaal.